# Dicyclodes
Dicyclodes là một chi bướm đêm thuộc họ Geometridae.

## Các loài
- Dicyclodes hieroglyphica
- Dicyclodes lissoscia
- Dicyclodes turneri